# Гибсон (Ајова)
Гибсон (енгл. Gibson) град је у америчкој савезној држави Ајова. По попису становништва из 2010. у њему је живело 61 становника.

## Демографија
Према попису становништва из 2010. у граду је живело 61 становника, што је -31 (-33.7%) становника више него 2000. године.
| Група             | 2000.       | 2010.      |
| Белци             | 92 (100.0%) | 60 (98,4%) |
| Афроамериканци    | 0 (0,0%)    | 0 (0,0%)   |
| Азијати           | 0 (0,0%)    | 1 (1,6%)   |
| Хиспаноамериканци | 0 (0,0%)    | 0 (0,0%)   |
| Укупно            | 92          | 61         |